# Johan Rosenadler
Johan Eriksson Upmarck, adlad Rosenadler, född september 1664 i Uppsala, död 26 mars 1743 i Stockholm, var en svensk ämbetsman, vältalare och skytteansk professor.

## Biografi
Johan Eriksson föddes i Uppsala där hans far Erik Hansson Ångerman var gästgivare och rådman. Modern, Maria, född Folcker, tillhörde en välkänd borgarsläkt. Johan och hans bror Jöran upptog släktnamnet Upmarck efter staden; senare ändrades det till Upmark av ättlingar till Jöran. Släkten kom ursprungligen från Själevad där de tillhörde allmogen. Johan var också svåger till Zacharias Esberg den äldre samt morbror till Zacharias Esberg den yngre.
Johan Upmarck Rosenadler gifte sig 1714 med Eva Schwede, som var dotter till professor Johannes Schwede och Brita Behm. Modern Brita Behm var syster till Emanuel Swedenborgs mor, liksom svägerska med ärkebiskop Erik Benzelius d.y. Paret fick sonen president Carl Albrekt Rosenadler.
Efter disputation vid Uppsala universitet 1688 reste Johan Upmarck till kontinenten på studieresor. 1696 återkom han och utsågs till filosofie adjunkt och redan efter två år efterträdde han Obrecht som professor skytteanus och blev därmed den förste svensk på den posten. År 1716 lämnade han tjänsten och tillträdde som censor librorum. Han adlades 1719 på namnet Rosenadler. 1722 fick han kansliråds namn och 1737 statssekreterares karaktär.
Rosenadler var känd som den främste retorn i Norden. Hans privata bibliotek skänktes till Karlstads gymnasium.